# Тихоокеанская улица (Хабаровск)
Тихоокеанская улица — одна из главных и протяженных улиц города Хабаровск. Соединяет северные районы города с центром.
Берёт своё начало в районе Казачьей горы, от пересечения улицы Калинина и Советской, а конец в районе улиц Руднева и Победы. Нумерация идёт с юга на север.
Названа в честь Тихого океана.

## История
Улица существовала практически с самого основания города под названием «Осиповское шоссе». Название она получила от места, куда она вела: в Осиповский затон (сейчас район Базы КАФ). В 1872 году было основано коммерческое судоходное «Товарищество Амурского пароходства», а вместе с ним, и речной порт, расположившийся между устьями речек Лесопилки, и Курчи-Мурчи. По границе порта и прошла будущая улица Тихоокеанская. В километре на север, в 1902 был построен завод «Арсенал». К востоку была создана Арсенальская слобода.
В 1904 году было принято решение о создании Амурской военной флотилии, и в районе деревни Осиповки, куда и вело шоссе, появились первые дома и сооружения. В советское время порту, и окружающему району было дано название «База Краснознамённого Амурского Флота» или «База КАФ»
Лишь после 1930-х, улица, из загородного шоссе, начала превращаться в главную улицу всего района. В 1932 в лесу за «Арсеналом» было начато строительство района ГУПР (не путать с одноимённым на улице Шеронова). Там была и построена школа № 38, по которой сейчас микрорайон несёт название.
Еще севернее, в 1958 году был основан Тихоокеанский государственный университет. В том же году, хабаровский трамвай был продлен сначала до 38-й школы, а после до Базы КАФ.
В последующие годы, улица застраивалась типовыми жилыми домами, были образованы парки и скверы.
В 2022—2024 годах улица Тихоокеанская, от пересечения с улицей Шелеста до Базы КАФ была существенно реконструирована.

## Достопримечательности
- Д. 18, д. 26 — Комплекс зданий Уссурийского казачьего войска.
- Д. 73 — Завод «Дальдизель».
- Д. 75 — Ремесленное училище.
- Д. 217 — Бронекатер БК-302 проекта 1125, установленный в честь моряков-амурцев.

## Транспорт
Остановки от начала улицы: «Речной порт», «Орджоникидзе», «Завод Дальдизель», «38-я школа», «51-я школа», «Топографическая», «Технический колледж», «Технический университет», «Автодорожный техникум», «Кинотеатр "Хабаровск"», «Трёхгорная», «Депо № 2», «Памятник Морякам-Амурцам», «Быстринская», «10-я больница», «Поселок Победа».
- Автобусы, №: 8, 11, 21, 23, 35
- Маршрутное такси, №: 17, 46, 49, 68, 71, 81
- Пригородные автобусы №: 103, 114а, 151, 153
- Трамваи: №: 5
- Троллейбусы: №: 4